# Selección de fútbol sub-23 de la Unión Soviética
La selección de fútbol sub-23 de la Unión Soviética fue el equipo nacional de fútbol de la Unión Soviética de 1952 a 1990. El equipo participó en todos los torneos de fútbol de clasificación para los Juegos Olímpicos de verano (excepto en 1980, cuando se clasificó como anfitrión). Hasta 1992, cuando se introdujeron oficialmente las restricciones de edad, la Unión Soviética utilizó al primer equipo tanto en los torneos de clasificación como en las finales, excepto en 1960 y 1964, cuando el segundo equipo nacional se utilizó para los torneos de clasificación (el primer equipo lo sucedió en las finales en esos años).

## Historia
Oficialmente, el equipo nacional olímpico se fundó en 1959 después de que la FIFA adoptó su decisión en 1958 de prohibir a los jugadores que jugaron en las finales de la Copa del Mundo participar en los Juegos Olímpicos. La Unión Soviética no participó en la Copa del Mundo hasta 1958 (ver Copa del Mundo de 1958 (clasificaciones)); en cambio, usó su primer equipo (equipo base) para competir en los Juegos Olímpicos (desde 1952) ya que consideró que ese torneo era más importante. La URSS siguió utilizando a sus mejores jugadores en los Juegos Olímpicos después de 1958 a pesar de la decisión de la FIFA, con la marca "equipo olímpico" siendo bastante formal, con todos los jugadores formando parte del equipo nacional y compitiendo tanto en la Copa del Mundo como en los Juegos Olímpicos.

## Directores técnicos
La lista no incluye partidos de la selección absoluta como la participación en las finales de los torneos olímpicos (1952-1980).
| Nombre               | Nac.                          | Periodo | PJ | G  | E | P | GF | GC | Prom. |
| -------------------- | ----------------------------- | ------- | -- | -- | - | - | -- | -- | ----- |
| Borís Arkádiev       | Bandera de la Unión Soviética | 1959-60 | 4  | 1  | 2 | 1 | 3  | 2  | 25    |
| Viacheslav Soloviov  | Bandera de la Unión Soviética | 1963-64 | 5  | 2  | 2 | 1 | 14 | 6  | 40    |
| Aleksandr Ponomariov | Bandera de la Unión Soviética | 1971-72 | 5  | 4  | 1 | 0 | 14 | 1  | 80    |
| Konstantín Béskov    | Bandera de la Unión Soviética | 1975-76 | 6  | 5  | 1 | 0 | 14 | 2  | 83,33 |
| Konstantín Béskov    | Bandera de la Unión Soviética | 1980    | 6  | 5  | 0 | 1 | 19 | 3  | 83,33 |
| Vladimir Selkov      | Bandera de la Unión Soviética | 1983-84 | 2  | 1  | 1 | 0 | 5  | 2  | 50    |
| Eduard Maloféyev     | Bandera de la Unión Soviética | 1983-84 | 4  | 2  | 1 | 1 | 4  | 2  | 50    |
| Anatoli Býshovets    | Bandera de la Unión Soviética | 1986-88 | 14 | 11 | 3 | 0 | 26 | 8  | 78,57 |
| Boris Ignatyev       | Bandera de la Unión Soviética | 1990-92 | 6  | 2  | 3 | 1 | 6  | 4  | 33,33 |